# Svarthavet (sjö)
Svarthavet är en sjö i Hällefors kommun i Västmanland och ingår i Norrströms huvudavrinningsområde. Sjön är 11 meter djup, har en yta på 0,253 kvadratkilometer och befinner sig 265 meter över havet. Sjön avvattnas av vattendraget Dyltaån (Bornsälven). Vid provfiske har abborre och gädda fångats i sjön.

## Delavrinningsområde
Svarthavet ingår i det delavrinningsområde (664653-143728) som SMHI kallar för Inloppet i Gränsjön. Medelhöjden är 266 meter över havet och ytan är 7,92 kvadratkilometer. Det finns inga avrinningsområden uppströms utan avrinningsområdet är högsta punkten. Dyltaån (Bornsälven) som avvattnar avrinningsområdet har biflödesordning 3, vilket innebär att vattnet flödar genom totalt 3 vattendrag innan det når havet efter 278 kilometer. Avrinningsområdet består mestadels av skog (80 procent). Avrinningsområdet har 0,42 kvadratkilometer vattenytor vilket ger det en sjöprocent på 5,3 procent.